# Waldemar Hammenhög

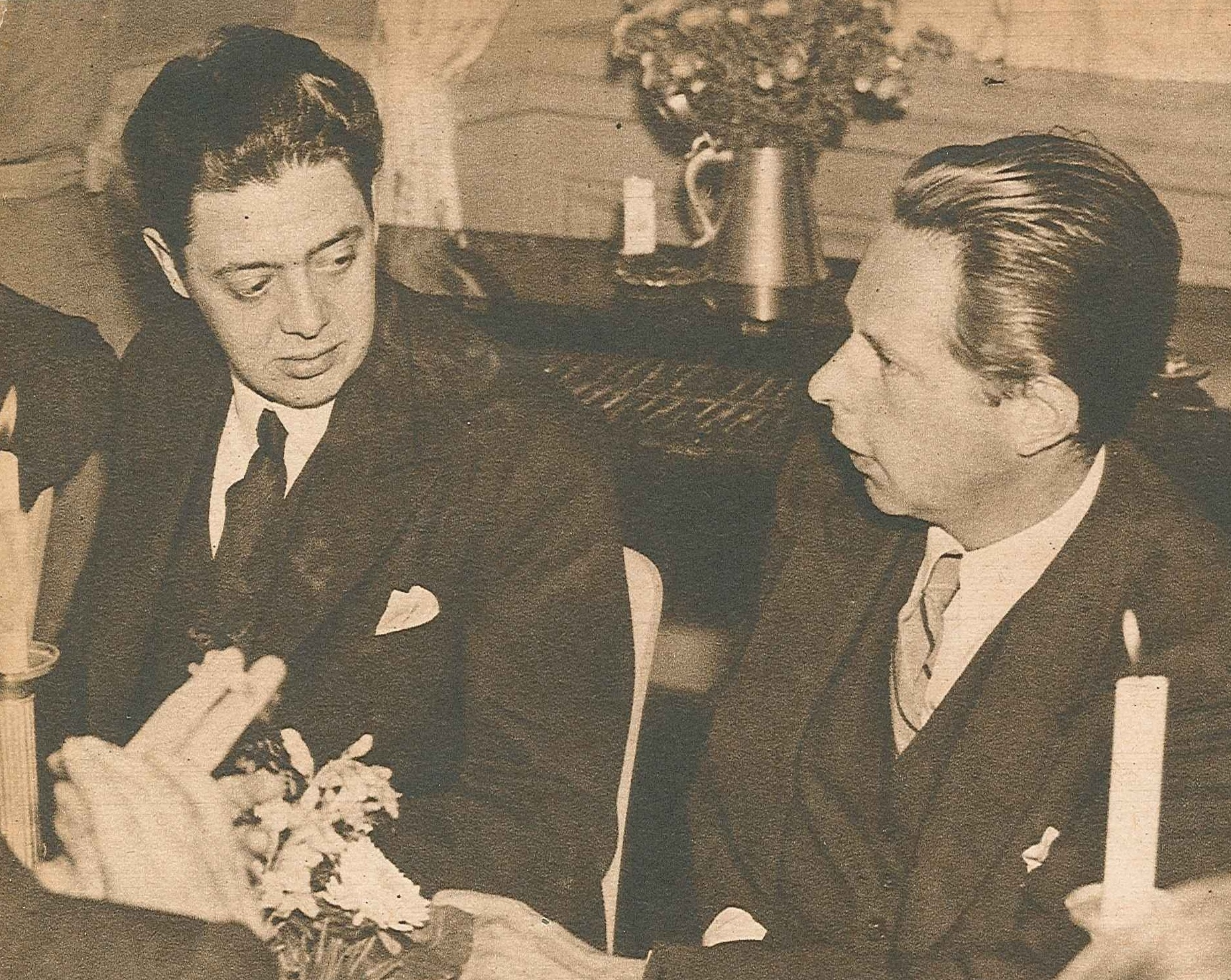
Waldemar Hammenhög (till vänster) med författarkollegan Gösta Gustaf-Janson i början av 1940-talet.

Per Waldemar Hammenhög, före 1931 Andersson, född 18 april 1902 i Hedvig Eleonora församling, Stockholm, död 1 november 1972 i Maria Magdalena församling, Stockholms län, var en svensk författare.

## Biografi
Hammenhögs föräldrar var verkmästaren Per Andersson och Lydia Källgren. Han tog realskoleexamen på Östermalms läroverk, arbetade som springpojke på kontor och var anställd på försäkringsbolag mellan åren 1919 och 1924. Under åren 1925 till 1930 var han anställd på en elfirma och skrev samtidigt noveller för pressen. Han var också verksam som musiker under ett antal år, och gjorde 1934 en studieresa till Sydamerika. Hammenhög var 1941 inskriven som medlem i den fascistiska organisationen Svensk Opposition, och 1942–1943 som medlem i Riksföreningen Sverige–Tyskland.
Hans roman Pettersson & Bendel (1931) har filmatiserats som Pettersson & Bendel (1933) och P&B (1983). Hans roman Esther och Albert (1930) filmatiserades som Ung man söker sällskap (1954). Utöver hans skönlitterära verk kan nämnas den nazistiskt influerade stridsskriften Medelklassens trångmål (1941).
Hammenhög var mellan 1931 och 1944 gift med Ingrid (Inga) Erika Jensén. Han är begravd på Katolska kyrkogården i Stockholm.

### Filmmanus
- 1937 – Bergslagsfolk